# The Merry Wives of Windsor
The Merry Wives of Windsor er en amerikansk stumfilm fra 1910 af Francis Boggs.

## Medvirkende
- Kathlyn Williams - Ford
- Margarita Fischer - Page